# Școala Șuriken
Școala Șuriken (engleză Shuriken School) este un serial de desene animate creat de Emilio Gallego și Jesùs Gallego și produs de Xilam Animation și Zinkia Entertainment pentru France 3 și Jetix. Serialul a durat pentru 26 de episoade între 11 februarie 2006 și 30 mai 2007, șfârșindu-se cu un film, The Ninja's Secret, difuzat pe 21 decembrie 2007.

## Personaje principale

### Școala Șuriken
- Eizan Kaburagi este un băiat singur la părinți, în vârstă de 10 ani. El este intelligent, harnic și perseverent. Visul lui, încă din copilărie, este să devină un ninja pentru a nu deveni un vânzător de orez. Arma lui preferată este o riglă verde de plastic. El este și stângaci, cum se observă în episodul "Phantom of the Kabuki".
- Jimmy B. provine dintr-o familie înstărită din New York. El și-a petrecut tot timpul cu trupa lui de rap, dezvoltând un talent natural pentru breakdance. Părinții lui l-au trimis la Tokirohama pentru a sta cu unchiul și mătușa lui. Înainte de a veni la Shuriken, el a fost la școala  Katana, rivală cu Shuriken, dar a fost dat afară după o săptămânăArma lui preferată este skate-board-ul.
- Okuni Dohan este singura fată din grupul principală și cea care studiază cel mai mult. Ea citează de multe ori exemple din lecțiile predate la școală și are un talent natural pentru origami.
- Nobunaga este un băiat gras vine dintr-o lungă călătorie unde s-a antrenat cu luptătorii sumo, și poartă niște chiloți doar atât.
- Marcos Gonzalez este un băiat de origine latin-american care a venit la Școala Shuriken pentru a se ascunde de un grup numit 3 Sfinți din Mexic.
- Ami Saeki are părul blond îmbrăcat într-un costum de marinar, ea a avut o relație cu Jimmy B.Daisuke spunându-i să se concentreze la antrenamente,și să lase întâlnirile pe altă zi.
- Daisuke Togakame este un student arogant care îi pasă mult de păr când studiază, Daisuke este un laș cunoscut, și fuge când e vorba de luptă.Totuși, nu este complet inutil, degetele agile îl fac un croitor foarte bun. Îi place de colega sa studentă pe nume Ami, mereu în mod constant lovind în ea și încercând să o sărute pe ea.El nu a fost văzut de nimeni să își spele mâinile în baie, sugerând că are o igienă necorespunzătoare.
- Directorul Școlii Shuriken numit și directorul-sama, directorul este mereu îngrijorat legat de fundația școlii și este foarte obsedat de bani în episodul numit Umbra lui Eizan, el actual a vorbit cu părinții lui Kazumi pentru a pune verificarea retrasă de pe telefon pentru a putea vorbi cu ea. Totuși, el nu stăpânește bine schemele ninjitsu ca director. El este pozitiv în orice situație. El are alergii la animale.
- Pork este un purcel cel mai misterios elev din toți studenții de la Shuriken, el cântă la muzicuță și fluier.
- Michiyo este cea care face curățenie la Shuriken, s-a transformat pe neașteptate într-un demon teribil.

### Școala Katana
- Naginata este un student în vârstă de 11 ani urăște foarte mult Școala Șuriken, care este rivală. Este egoist, rău, și singuratic, care este maestru la artă de înșelăciune ca nimeni altul, folosind mereu ninjatsu pentru a cauza altora nenorociri. El și gașca lui înjură pe directorul principal al școlii și de obicei fac trucuri în lupte unde pierd. El este de asemenea singurul din gașca lui care nu se teme de director.El are o rivalitate intensă cu Eizan, și a pierdut împotriva sa într-un episod.
- Bruce Chang este un vechi ninja în vârstă de 10 ani student la Katana și este unul din cei mai buni urmăritori loiali al lui Naginata, îi place să intre în luptă. El are un temperament și o gură tare, care în coincidență, bagă grupul în belele. Este rivalul lui Jimmy B. Este un luptător brav dar este foarte nechibzuit, uzual sare în bătălie cu o săritură de 2 m. El doarme cu un urs de pluș.
- Frații Kimura sunt ninja vechi în vârstă de 10 ani studenți la Katana și sunt urmăritori ai lui Naginata, ei sunt mascați și sunt meschini ei oferă informații lui Naginata. Aceștia acționează dur atunci când aceștia sunt împreună, dar când sunt afară slăbesc. Ei sunt de asemenea, dependenți unii de alții. Aceștia sunt discriminatori sexuali, ceea ce demonstrează că o urăsc cel mai mult pe Okuni.
- Doku încă un urmăritor al lui Naginata, Doku este mare și ușor de păcălit. Mama sa îi aduce lui prânzul în fiecare zi.
- Directorul Școlii Katana toată lumea pare să se sperie de acest om. El are o tipă ninja drăguță că el ține întotdeauna alături de ea, și fața sa este întotdeauna acoperită de o umbră de rău augur. Naginata și grupul său îl ajută pentru a câștiga favorurile sale, și el în mod clar disprețuiește Shuriken și studenții de acolo. Părul său este similar lui Heihachi Mishima de la jocurile de luptă Tekken.

## Voci
- Kimberly Brooks - Jimmy, Nobunaga, Bruce Chang
- Charlie Adler - Directorul școlii Shuriken, Vladimir, Tetsuo, Femeia de serviciu
- Nathan Kress - Eizan, Jacques, Choki, Marcos
- Jessica DiCicco - Okuni, Ami, Kita, Kimura Twins, Yota
- Maurice LaMarche - Daisuke, Naginata, Kubo, Zumichito

## Episoade

### Sezonul 1
| #  | Titlul episodului        | Prima difuzare     |
| -- | ------------------------ | ------------------ |
| 1  | The Winning Ninja        | 20 august 2006     |
| 2  | Catnap Burglar           | 28 august 2006     |
| 3  | Eizan's Shadow           | 3 septembrie 2006  |
| 4  | Vlad's Past              | 10 septembrie 2006 |
| 5  | Flip Flop of Fury        | 17 septembrie 2006 |
| 6  | Lousy Labyrinth          | 24 septembrie 2006 |
| 7  | An XXL Lie               | 1 octombrie 2006   |
| 8  | Kubo's Mystery           | 8 octombrie 2006   |
| 9  | The Demon and Mrs. Clean | 15 octombrie 2006  |
| 10 | Cherry on the Cake       | 22 octombrie 2006  |
| 11 | Super Ninja              | 29 octombrie 2006  |
| 12 | Old School Ninjitsu      | 5 noiembrie 2006   |
| 13 | Class Photo              | 12 noiembrie 2006  |
| 14 | The Old Master           | 19 noiembrie 2007  |
| 15 | Okuni for President      | 26 noiembrie 2007  |
| 16 | Funny Chick              | 14 martie 2007     |
| 17 | The Lost Treasure        | 21 martie 2007     |
| 18 | Phantom of the Kabuki    | 28 martie 2007     |
| 19 | The Saber and Its Shadow | 4 aprilie 2007     |
| 20 | Shuriken School Secrets  | 11 aprilie 2007    |
| 21 | The Big Illusion         | 18 aprilie 2007    |
| 22 | Pop Star for a Day       | 25 aprilie 2007    |
| 23 | The Master of Darkness   | 2 mai 2007         |
| 24 | Detective Mania          | 9 mai 2007         |
| 25 | Eyes Wide Shut           | 23 mai 2007        |
| 26 | Dirty Rice Balls         | 30 mai 2007        |

## Film
Un film animat, numit Shuriken School: The Ninja's Secret, a fost produs de Xilam. A fost difuzat pe 21 decembrie 2007 pe Disney Channel Asia.

### Intrigă
"Intriga Șuriken: Filmul urmărește protagoniștii principali Eizan, Jimmy și Okuni în timpul vacanței de vară. Cei trei prieteni se angajează în curând într-o luptă interesantă, deși periculoasă pentru reputație, familie și multe altele când tatăl lui Eizan este răpit de ninja profesioniști. După ce au pornit să găsească și să salveze pe tatăl lui Eizan, copiii trebuie să folosească abilitățile și tehnicile pe care le-au studiat atât de fervent în timpul primului lor an de antrenament ninja. Lucrurile sunt însă dificile, când descoperă că Șurikenul de Jad, un simbol străvechi de putere ninja extremă, amenință visele lui Eizan și potențialul de a deveni un adevărat ninja. O serie de evenimente se dezvăluie în timp ce Eizan se străduiește să-și îndrepte numele, să-și realizeze visele și să-și asigure locul la Școala Shuriken."

### Voci
- Nathan Kress - Eizan
- Charlie Adler - Vladimir, Directorul școlii Shuriken, Tetsuo, Directorul școlii Katana, Tatǎl lui Eizan
- Jessica DiCicco - Okuni, Ami
- Kimberly Brooks - Jimmy, Nobunaga, Bruce Chang, Mama lui Eizan
- Maurice LaMarche - Daisuke, Naginata, Kubo, Zumichito
- Billy West (necreditat) - voci adiționale